# HMS Acasta (1929)
HMS Acasta – brytyjski niszczyciel typu A z lat 30. XX wieku. Brał udział w II wojnie światowej, podczas której został zatopiony 8 czerwca 1940 przez niemieckie pancerniki. Nosił znak burtowy H09.

## Budowa i modernizacje
HMS „Acasta” należał do pierwszego typu brytyjskich standardowych niszczycieli z lat 30. (grupy typów A-I). Został zamówiony 6 marca 1928 w ramach programu z 1927 roku, w stoczni John Brown w Clydebank (wraz z HMS „Achates”). Stępkę pod jego budowę położono 13 sierpnia 1928, kadłub wodowano 8 sierpnia 1929. Budowę ukończono 11 lutego 1930, a okręt wcielono do służby w marynarce brytyjskiej Royal Navy 14 lutego 1930. Cena (bez uzbrojenia) wynosiła ok. 220 783 funtów szterlingów.
Uzbrojenie okrętu odpowiadało innym niszczycielom typu A. Główne uzbrojenie artyleryjskie stanowiły cztery armaty kalibru 120 mm, rozmieszczone po dwa na dziobie i rufie, w superpozycji. Do obrony przeciwlotniczej służyły dwa automatyczne działka 40 mm Vickers Mark II (tzw. pom-pom). Na śródokręciu niszczyciel posiadał dwa poczwórne aparaty torpedowe kalibru 533 mm. Uzbrojenie przeciwpodwodne stanowiło tylko sześć bomb głębinowych w trzech zrzutniach na rufie . Z powodu wczesnego zatopienia, okręt nie przechodził większych modernizacji. Możliwe, że wiosną 1940 jedynie zamieniono na nim drugi poczwórny aparat torpedowy na działo przeciwlotnicze 76 mm i wzmocniono uzbrojenie przeciwpodwodne do 2 miotaczy i 1 zrzutni bomb głębinowych z ok. 30–40 bombami 
(salwa z 5 bomb), lecz źródła są co do tego rozbieżne.

## Służba

### Przed wojną
HMS „Acasta” początkowo służył w 3. Flotylli Niszczycieli (3rd Destroyer Flotilla) na Morzu Śródziemnym. Przechodził w tym okresie kilka krótkich remontów. 12 czerwca 1934 miał kolizję z niszczycielem HMS „Codrington” pod Maltą (naprawę na Malce ukończono 27 lipca). W 1937 patrolował u wybrzeży ogarniętej wojną domową Hiszpanii, w ramach międzynarodowego 
Komitetu Nieinterwencji. W maju 1937 został skierowany do Wielkiej Brytanii na remont do Devonport, trwający do kwietnia 1938, podczas którego zainstalowano hydrolokator Asdic. Wszedł następnie w skład 7. Flotylli Niszczycieli i służył na wodach irlandzkich. Po remoncie, od początku 1939 służył w bazie Plymouth, bez przydziału do flotylli (jako emergency destroyer). M.in. w marcu 1939 służył do prób wyposażenia elektroakustycznego budowanego dla Argentyny krążownika „La Argentina”.

### II wojna światowa
W chwili wybuchu II wojny światowej, HMS „Acasta” stacjonował początkowo w Portsmouth, wchodząc w skład 35. Dywizjonu 18. Flotylli Niszczycieli, działającego w składzie Sił kanału La Manche (Channel Force), a następnie od 7 września w składzie Dowództwa Zachodnich Podejść (Western Approaches Command). Służył głównie w osłonie konwojów na zachód od Wysp Brytyjskich. 10 kwietnia 1940 został skierowany do służby na wodach norweskich w składzie Home Fleet (Floty Metropolii), działając ze Scapa Flow. W dniach 13–15 kwietnia „Acasta” osłaniał konwój NP.1 złożony z 5 statków pasażerskich przewożących wojsko z Wielkiej Brytanii do Norwegii (m.in. polskie „Chrobry” i „Batory”). Między 9 a 16 maja eskortował do Clyde w Wielkiej Brytanii uszkodzony na skałach krążownik HMS „Penelope”. W dniach 22–25 maja eskortował wraz z bliźniaczym HMS „Ardent” transportowiec „Ulster Prince” z wojskiem w celu wymiany garnizonu brytyjskiego, wysadzonego w kwietniu na Wyspach Owczych.
8 czerwca 1940 wraz z „Ardentem” eskortował do Wielkiej Brytanii z Norwegii lotniskowiec HMS „Glorious”. Między innymi na skutek błędów popełnionych przez dowódcę lotniskowca, zespół został po godz. 16 przechwycony przez niemieckie pancerniki „Scharnhorst” i „Gneisenau”, które następnie zatopiły wszystkie trzy okręty. „Acasta” początkowo postawił zasłonę dymną przed lotniskowcem, po czym podjął próbę ataku torpedowego. Po przejściu przed dziobem „Scharnhorsta”, niszczyciel zaatakował go czterema torpedami, z których większość udało się pancernikowi wymanewrować, lecz jedna trafiła go w prawą burtę na rufie o 17.39 (18.39 czasu niemieckiego). Pancernik został poważnie uszkodzony, nabrał 2500 ton wody do kadłuba i zginęło na nim 48 osób (remont trwał do końca roku). Mimo braku szans, niszczyciel toczył także pojedynek artyleryjski, uszkadzając pociskiem lufę armaty 283 mm drugiej wieży (B) pancernika. Wielokrotnie trafiony niszczyciel zatonął ok. 18.20, w rejonie pozycji 68°45′N 4°30′E/68,750000 4,500000. Norweski trawler „Borgund” uratował tylko jednego marynarza (Cyril „Nick” Carter), drugi zmarł z ran. Zginęło 161 osób, w tym 8 oficerów wraz z dowódcą Charlesem Glasfurdem.
Za służbę HMS „Acasta” otrzymał trzy wyróżnienia bitewne battle honours: Atlantyk 1939–40, Norwegia 1940, walka z „Scharnhorstem” 1940. Dowódca kmdr por. Charles Glasfurd został pośmiertnie uhonorowany wyróżnieniem w rozkazie (Mentioned in Despatches).
Dowódcy
| Imię i nazwisko                       | od                | do              | uwagi  |
| kmdr por. P.J. Oliver                 | wrzesień 1939     | ?               | [ 7 ]  |
| kmdr ppor./kmdr por. Charles Glasfurd | 28 listopada 1939 | 8 czerwca 1940† | [ 11 ] |

Oryginalne nazwy stopni: Commander (komandor porucznik), Lieutenant Commander (komandor podporucznik)

## Dane
Uzbrojenie:
- 4 działa 120 mm Mk.IX L/41 na podstawach Mk.XIV (4 × I)
- 2 działka automatyczne plot 40 mm Vickers Mark II (2 × I)
- 4 karabiny maszynowe 7,7 mm Lewis
- 8 wyrzutni torped 533 mm w poczwórnych aparatach QR.III (2 × IV)
- 3 pojedyncze zrzutnie bomb głębinowych (6 bomb)

Wyposażenie
- 3-metrowy dalmierz MQ.1
- dalocelownik DDS
- stacja hydrolokacyjna Asdic
- trał TSDS